# Sworn Amongst
Sworn Amongst ist eine britische Thrash-Metal-Band, die 2002 in Hull gegründet wurde.

## Geschichte
Sworn Amongst wurde im September 2002 gegründet und ihren ersten Live-Auftritte hatte die Band im Mai 2004, als man den zweiten Platz beim Snickers Unsigned Competition, welche von Kerrang! finanziert wurde, belegte. Zu dem Zeitpunkt erschienen auch ihre ersten CDs in Eigenregie. Die EP Mass Destruction und das Demo The Sworn erschienen jeweils im Jahr 2004. 2006 spielte man unter anderem mit My Dying Bride und Deathstars auf dem Bloodstock Open Air. Auch ihr Debütalbum Derision of Conformity erschien im selben Jahr als Eigenproduktion.
Im Juni 2007 unterschrieb man bei Rising Records. Ein halbes Jahr später folgte ihr zweites Studioalbum And So it Begins. Nach der Veröffentlichung tourte die Band mit Bonded by Blood und Gama Bomb durch Europa. 2009 spielte man sehr erfolgreich auf dem Hammerfest. Danach ging die Band auf UK-Tour, um ihr Album zu promoten. Breed 77 und Susperia begleiteten sie als Vorgruppen auf der Insects-and-Attitude-Tour
Anfang 2009 ging die Band erneut ins Studio, um mit den Arbeiten an ihrem zweiten Album zu beginnen, welches schließlich im Februar 2010 veröffentlicht wurde. Seitdem befindet sich die Band erneut auf Tour um das Album in Großbritannien und ganz Europa promoten. Ende 2010 begleitete Sworn Amongst die kanadische Band Annihilator auf deren Europa-Tour.

## Diskografie

### Alben
- 2006: Derision of Conformity (Eigenproduktion)
- 2008: And So It Begins (Rising Records)
- 2010: Severance (Rising Records)
- 2016: Under a Titan Sky (Ben Gaines)

### EPs
- 2004: Mass Destruction (Eigenproduktion)
- 2006: Sworn Amongst (Eigenproduktion)
- 2011: Evolution (Rising Records)

### Demos
- 2004: The Sworn (Eigenproduktion)